# I Could Never Take the Place of Your Man
I Could Never Take the Place of Your Man è un singolo del cantautore statunitense Prince, pubblicato nel 1987 ed estratto dall'album Sign o' the Times.

## Tracce
- 7"

1. I Could Never Take the Place of Your Man
2. Hot Thing

## Classifiche
| Classifica (1987)        | Posizione massima |
| ------------------------ | ----------------- |
| Belgio (Fiandre)         | 28                |
| Irlanda                  | 10                |
| Nuova Zelanda            | 9                 |
| Paesi Bassi              | 30                |
| Regno Unito              | 29                |
| Stati Uniti              | 10                |
| Stati Uniti (dance club) | 4                 |
| Stati Uniti (R&B)        | 14                |